# Brakemine
Брейкемина (англ. Brakemine) — британский проект разработки зенитной управляемой ракеты времён Второй мировой войны. Зенитная ракета предназначалась для борьбы со скоростными германскими бомбардировщиками, атакующими территорию страны. Разрабатывалась в 1943—1947 годах, но в итоге была сочтена непригодной к эксплуатации и проект был закрыт.

## История
В 1942 году, капитан Сиджфилд из инженерной ремонтно-восстановительной службы REME (англ. Royal Electrical and Mechanical Engineers) предложил систему управления зенитной ракетой при помощи метода «осёдланный луч». Вскоре он представил своему начальству доклад, в котором обосновывал значительную эффективность применения управляемых снарядов вместо обычных зениток. В 1943 году, независимо от Сиджфилда, Л. Х. Бедфорд, директор отдела разработки корпорации A.C. Cossor, предложил аналогичную концепцию.
Две независимо предложенные сходные идеи обсуждались на специальной конференции в командовании ПВО, по личной инициативе сэра Фредерика Пайла и бригадира Бурлса. На совещании было решено начать исследовательские проработки по вопросу управляемого вооружения. Эта формулировка не устроила бригадира Бурла, оценившего высокий потенциал управляемых ракет и опасавшегося, что «исследовательский» статус программы задержит разработку боевой системы. По собственной инициативе, Бурл обратился к фирме A.C. Cossor Ltd, дав ей карт-бланш на разработку системы управления в кратчайшие сроки, в то время как повышенный до майора Сиджфилд должен был курировать разработку, собственно, ракеты.
Работы над системой начались в феврале 1944 года.

## Конструкция
«Брейкемина» была построена по нормальной аэродинамической схеме. Корпус цилиндрической формы длиной 2,01 и диаметром 0,267 метра с носовым обтекателем оживальной формы, небольшими эллиптическими крыльями расположенными в района центра тяжести и четырьмя крестообразно расположенными хвостовыми стабилизаторами. Общая масса ракеты составляла около 154 кг.
Ракета приводилась в действие связкой из 8 твердотопливных ракетных двигателей, заимствованных от неуправляемых зенитных ракет Unrotated Projectile («невращающийся снаряд») и RP-3. На поздних моделях, число двигателей составляло шесть единиц, а 2-дюймовые двигатели были заменены более мощными 3-дюймовыми.
Управление снарядом осуществлялось поворотами крыльев: в противоположных направлениях для маневра по азимуту, и в одном направлении для маневра по высоте. Предположительно, ракета должна была нести радиодетонатор и осколочно-фугасную боевую часть, но на практике ОФБЧ так и не была никогда испытана.
Наведение ракеты осуществлялось с помощью РЛС A.A. No. 3 Mk. 7 «Blue Cedar», уже успешно использовавшейся для зенитной артиллерии. Радар представлял собой улучшенную версию обычного радара, дополненного функцией «захвата» цели, и способного удерживать и сопровождать самолёт противника. Ракета должна была двигаться в луче радара, стабилизируя свой полет в равносигнальной области.
Запуск ракеты осуществлялся с стартовой направляющей на базе вращающейся платформы зенитной пушки QF 3.7 inch AA gun. Предполагалось, что ракета сможет поражать бомбардировщики на высоте до 10000 метров при дальности активного полёта 8 км.

## Испытания
Первые запуски ракеты начались в сентябре 1944 года, опередив аналогичную ракету Fairey Stooge. Ракеты запускались с полигона в Вельтоне-на-Нейзе, расположенном вблизи морского побережья. Все запуски выполнялись в океан, что позволяло с высокой степенью вероятности впоследствии подобрать упавшие ракеты и изучить причины неполадок.
За счёт этого ракетная программа двигалась достаточно быстро, несмотря даже на начальные проблемы.
С окончанием войны в 1945 году Армия и ПВО утратили интерес к проекту. Тем не менее, Министерство снабжения продолжало работу над программой. Ещё несколько испытаний были запланированы, но так и не были в итоге осуществлены из-за дефицита финансирования. Кроме того, характеристики снаряда стали считаться недостаточными в ходе работы над проектом. В 1947 году работы над программой были прекращены. Полученный опыт частично был использован при разработке ЗРК Bristol Bloodhound в 1950-х.